# Quaternion
Die Quaternionen (Singular die oder das Quaternion, von lateinisch quaternio m. „Vierheit“) sind ein Zahlenbereich, der den Zahlenbereich der reellen Zahlen erweitert – ähnlich den komplexen Zahlen und über diese hinaus. Beschrieben (und systematisch fortentwickelt) wurden sie ab 1843 von William Rowan Hamilton; sie werden deshalb auch hamiltonsche Quaternionen oder Hamilton-Zahlen genannt. Olinde Rodrigues entdeckte sie bereits 1840 unabhängig von Hamilton. Trotzdem wird die Menge der Quaternionen meistens mit {\displaystyle \mathbb {H} } bezeichnet.
Die Quaternionen bilden einen Schiefkörper (oder Divisionsring), bei dem die Multiplikation auch von der Reihenfolge der Faktoren abhängt, also nicht kommutativ ist. Das heißt, es gibt Quaternionen {\displaystyle x} und {\displaystyle y}, bei denen
{\displaystyle xy\;\;\neq \;\;yx}
ist.
Einige aus dem Reellen bekannte Rechenregeln gelten deshalb für Quaternionen nicht, jedoch gelten Assoziativ- und Distributivgesetz sowie multiplikative Invertierbarkeit, d. h. die Existenz des Inversen {\displaystyle x^{-1}} zu jedem {\displaystyle x\neq 0}.
Die Quaternionen waren das erste Beispiel eines nichtkommutativen Schiefkörpers.
Quaternionen erlauben in vielen Fällen eine rechnerisch elegante Beschreibung des dreidimensionalen euklidischen Raumes und anderer Räume, insbesondere im Kontext von Drehungen. Daher verwendet man sie unter anderem in Berechnungs- und Darstellungsalgorithmen für Simulationen sowie zur Auswertung kristallographischer Texturen. Sie sind aber auch als eigenständiges mathematisches Objekt von Interesse und dienen so zum Beispiel im Beweis des Vier-Quadrate-Satzes.

## Konstruktion
Die Quaternionen entstehen aus den reellen Zahlen durch Hinzufügen (Adjunktion) dreier neuer Zahlen, denen in Anlehnung an die komplex-imaginäre Einheit die Namen {\displaystyle \mathrm {i} }, {\displaystyle \mathrm {j} } und {\displaystyle \mathrm {k} } gegeben werden. So ergibt sich ein vierdimensionales Zahlensystem (mathematisch ein Vektorraum) mit einem Realteil, der aus einer reellen Komponente besteht, und einem Imaginärteil aus drei Komponenten, der auch Vektorteil genannt wird.
Alle Quaternionen lassen sich eindeutig in der Form
{\displaystyle x_{0}+x_{1}\mathrm {i} +x_{2}\mathrm {j} +x_{3}\mathrm {k} }
mit reellen Zahlen {\displaystyle x_{0}}, {\displaystyle x_{1}}, {\displaystyle x_{2}}, {\displaystyle x_{3}} schreiben. Damit bilden die Elemente {\displaystyle 1,\mathrm {i} ,\mathrm {j} ,\mathrm {k} } eine Basis, die Standardbasis der Quaternionen über {\displaystyle \mathbb {R} }. Die Addition erfolgt komponentenweise und wird vom Vektorraum geerbt. Multiplikativ werden die neuen Zahlen {\displaystyle \mathrm {i} }, {\displaystyle \mathrm {j} }, {\displaystyle \mathrm {k} } gemäß den Hamilton-Regeln

{\displaystyle \mathrm {i} ^{2}=\mathrm {j} ^{2}=\mathrm {k} ^{2}=\mathrm {i} \mathrm {j} \mathrm {k} =-1}
verknüpft. Die Skalarmultiplikation {\displaystyle \mathbb {R} \times \mathbb {H} \to \mathbb {H} \,}, die ebenfalls vom Vektorraum geerbt wird und bei der die Skalare als mit jedem Element vertauschbar angesehen werden, zusammen mit der Addition, dem Rechtsdistributivgesetz und den Hamilton-Regeln erlauben es, die Multiplikation von der Basis auf alle Quaternionen zu erweitern. Da so auch jeder Skalar {\displaystyle \lambda \in \mathbb {R} } als {\displaystyle \lambda +0\mathrm {i} +0\mathrm {j} +0\mathrm {k} } in {\displaystyle \mathbb {H} } eingebettet wird, kann {\displaystyle \mathbb {R} } als Unterring von {\displaystyle \mathbb {H} } aufgefasst werden.
Die so definierte Multiplikation ist assoziativ, erfüllt die beiden Distributivgesetze und macht so die Quaternionen zu einem Ring. Sie ist allerdings nicht kommutativ, d. h., für zwei Quaternionen {\displaystyle x} und {\displaystyle y} sind die beiden Produkte {\displaystyle xy} und {\displaystyle yx} im Allgemeinen verschieden (s. u.). Das Zentrum von {\displaystyle \mathbb {H} ^{\times }}, also die Menge derjenigen Elemente der multiplikativen Gruppe von {\displaystyle \mathbb {H} }, die mit allen Elementen kommutieren, ist {\displaystyle \mathbb {R} ^{\times }}.
Die Quaternionen bilden einen Schiefkörper (Divisionsring), da es zu jeder Quaternion {\displaystyle x\neq 0} eine inverse Quaternion {\displaystyle x^{-1}} gibt mit
{\displaystyle xx^{-1}=x^{-1}x=1} .
Wegen der fehlenden Kommutativität werden Notationen mit Bruchstrich, wie z. B. {\displaystyle {\tfrac {y}{x}}}, vermieden.
Des Weiteren sind die Quaternionen eine vierdimensionale Divisionsalgebra über {\displaystyle \mathbb {R} } – und bis auf Isomorphie die einzige.

## Schreibweise
Im weiteren Text werden folgende Schreibweisen benutzt:
Ist {\displaystyle x} eine Quaternion, dann werden ihre reellen Komponenten mit {\displaystyle x_{0},x_{1},x_{2},x_{3}} bezeichnet, und diese sind der Basis {\displaystyle 1,\mathrm {i} ,\mathrm {j} ,\mathrm {k} } folgendermaßen zugeordnet:
{\displaystyle x=x_{0}+x_{1}\mathrm {i} +x_{2}\mathrm {j} +x_{3}\mathrm {k} .}
Gelegentlich wird eine vektorielle Schreibweise benötigt. Dabei werden bspw. die Komponenten {\displaystyle (x_{1},x_{2},x_{3})} zu einem 3-dimensionalen Vektor {\displaystyle {\vec {x}}} zusammengefasst, sodass man {\displaystyle x} mit dem 4-dimensionalen Vektor {\displaystyle (x_{0},{\vec {x}})=(x_{0},x_{1},x_{2},x_{3})} identifizieren kann.
Analoge Abmachungen sollen für andere Buchstaben wie {\displaystyle y} etc. gelten.
In manch älterer Literatur wurden Quaternionen mit großen Frakturbuchstaben und die imaginären Einheiten als Einheitsvektoren mit kleinen {\displaystyle {\mathfrak {e}}_{n}} in Fraktur bezeichnet, z. B. so:
{\displaystyle {\mathfrak {X}}=x_{0}+{\mathfrak {e}}_{1}x_{1}+{\mathfrak {e}}_{2}x_{2}+{\mathfrak {e}}_{3}x_{3}=\sum _{j=0}^{3}{\mathfrak {e}}_{j}x_{j}}
mit {\displaystyle {\mathfrak {e}}_{0}=1}.
Komplexe Zahlen tragen meist den Namen {\displaystyle z} und haben die reellen Komponenten {\displaystyle \xi }, {\displaystyle \eta }.

## Grundrechenarten
Die Konstruktion der Quaternionen ist der der komplexen Zahlen analog, allerdings wird nicht nur eine neue Zahl hinzugefügt, sondern derer drei, die mit {\displaystyle \mathrm {i} }, {\displaystyle \mathrm {j} } und {\displaystyle \mathrm {k} } bezeichnet werden.
Die Linearkombinationen
{\displaystyle x_{0}\mathrm {1} +x_{1}\mathrm {i} +x_{2}\mathrm {j} +x_{3}\mathrm {k} }
über der Basis {\displaystyle \{\mathrm {1} ,\mathrm {i} ,\mathrm {j} ,\mathrm {k} \}} spannen mit reellen Komponenten {\displaystyle x_{i}} den 4-dimensionalen Vektorraum der Quaternionen {\displaystyle \mathbb {H} } auf. Als Vektorraum ist {\displaystyle \mathbb {H} } isomorph zu {\displaystyle \mathbb {R} ^{4}}. Das Basiselement {\displaystyle \mathrm {1} }, das die reellen Zahlen injektiv einbettet (und zugleich das neutrale Element der Multiplikation darstellt), wird in der Linearkombination meist weggelassen. Die Addition und Subtraktion geschieht komponentenweise.
Vom Vektorraum wird auch die Skalarmultiplikation übernommen, also die linke und rechte Multiplikation mit einer reellen Zahl, die distributiv zu jeder Komponente multipliziert wird. Diese Skalarmultiplikation ist eine Einschränkung der Hamilton-Multiplikation, die auf ganz {\displaystyle \mathbb {H} } definiert ist. Die Hamilton-Multiplikation der Basiselemente untereinander oder etwas umfassender innerhalb der Menge
{\displaystyle \mathrm {Q} _{8}:=\{\mathrm {1} ,\mathrm {i} ,\mathrm {j} ,\mathrm {k} ,-\mathrm {1} ,-\mathrm {i} ,-\mathrm {j} ,-\mathrm {k} \}}
geschieht nach den Hamilton-Regeln
| - {\displaystyle \mathrm {i} ^{2}=\mathrm {j} ^{2}=\mathrm {k} ^{2}=-1}                                                                            | {\displaystyle (1)}           |
| - {\displaystyle \mathrm {i} \mathrm {j} =+\mathrm {k} ,\quad \mathrm {j} \mathrm {k} =+\mathrm {i} ,\quad \mathrm {k} \mathrm {i} =+\mathrm {j} } | {\displaystyle (2)}           |
| - {\displaystyle \mathrm {j} \mathrm {i} =-\mathrm {k} ,\quad \mathrm {k} \mathrm {j} =-\mathrm {i} ,\quad \mathrm {i} \mathrm {k} =-\mathrm {j} } | {\displaystyle ({\bar {2}})}. |

Diese Regeln zusammen mit der Vertauschbarkeit von {\displaystyle \pm 1} mit jedem anderen Element geben eine vollständige Tafel für eine Verknüpfung vor, die sich als assoziativ erweist und {\displaystyle \mathrm {Q} _{8}} zu einer Gruppe macht – der Quaternionengruppe.
Unter Voraussetzung der Regel {\displaystyle (1)} (und der Gruppenaxiome) ist die Kombination aus {\displaystyle (2)} und {\displaystyle ({\bar {2}})}, in der das zyklische und antizyklische Verhalten der drei nicht-reellen Quaternionen-Einheiten zum Ausdruck kommt, ersetzbar durch die Einzelregel
| - {\displaystyle \mathrm {i} \mathrm {j} \mathrm {k} =-1} | {\displaystyle (3)}. |

Diese Einzelregel {\displaystyle (3)} könnte auch durch jede der fünf alternativen Einzelregeln {\displaystyle \mathrm {j} \mathrm {k} \mathrm {i} =-1}, {\displaystyle \mathrm {k} \mathrm {i} \mathrm {j} =-1},
{\displaystyle \mathrm {k} \mathrm {j} \mathrm {i} =1}, {\displaystyle \mathrm {j} \mathrm {i} \mathrm {k} =1} oder {\displaystyle \mathrm {i} \mathrm {k} \mathrm {j} =1} ersetzt werden.
Mithilfe dieser Ersetzungsregeln, des Assoziativgesetzes und (linken sowie rechten) Distributivgesetzes lässt sich die Multiplikation auf ganz {\displaystyle \mathbb {H} } fortsetzen. Die {\displaystyle \mathrm {i} ,\mathrm {j} ,\mathrm {k} } kann man wie anti-kommutierende Variablen behandeln. Treten Produkte von zweien von ihnen auf, so darf man sie nach den Hamilton-Regeln ersetzen.
Die ausgearbeiteten Formeln für die zwei Verknüpfungen von zwei Quaternionen
{\displaystyle x=x_{0}+x_{1}\mathrm {i} +x_{2}\mathrm {j} +x_{3}\mathrm {k} }   und   {\displaystyle y=y_{0}+y_{1}\mathrm {i} +y_{2}\mathrm {j} +y_{3}\mathrm {k} }
lauten
{\displaystyle {\begin{alignedat}{2}x+y&=(x_{0}+y_{0})+(x_{1}+y_{1})\mathrm {i} +(x_{2}+y_{2})\mathrm {j} +(x_{3}+y_{3})\mathrm {k} &\quad &{\text{(Addition)}}\end{alignedat}}}
bzw.
{\displaystyle {\begin{alignedat}{2}x\;y&=(x_{0}y_{0}-x_{1}y_{1}-x_{2}y_{2}-x_{3}y_{3})&\quad &{\text{(Multiplikation)}}\\&\quad +(x_{0}y_{1}+x_{1}y_{0}{\color {green}\;+\;x_{2}y_{3}}{\color {red}\;-\;x_{3}y_{2}})\mathrm {i} &&\\&\quad +(x_{0}y_{2}{\color {red}\;-\;x_{1}y_{3}}+x_{2}y_{0}{\color {green}\;+\;x_{3}y_{1}})\mathrm {j} &&\\&\quad +(x_{0}y_{3}{\color {Green}\;+\;x_{1}y_{2}}{\color {red}\;-\;x_{2}y_{1}}+x_{3}y_{0})\mathrm {k} &&\end{alignedat}}}
Herleitung:
{\displaystyle {\begin{aligned}x\;y&=(x_{0}+x_{1}\mathrm {i} +x_{2}\mathrm {j} +x_{3}\mathrm {k} )\;(y_{0}+y_{1}\mathrm {i} +y_{2}\mathrm {j} +y_{3}\mathrm {k} )\\&=x_{0}y_{0}+x_{1}y_{1}\mathrm {i} \mathrm {i} +x_{2}y_{2}\mathrm {j} \mathrm {j} +x_{3}y_{3}\mathrm {k} \mathrm {k} \\&\quad +x_{0}y_{1}\mathrm {i} +x_{1}y_{0}\mathrm {i} +x_{2}y_{3}{\color {green}\mathrm {j} \mathrm {k} }+x_{3}y_{2}{\color {red}\mathrm {k} \mathrm {j} }\\&\quad +x_{0}y_{2}\mathrm {j} +x_{1}y_{3}{\color {red}\mathrm {i} \mathrm {k} }+x_{2}y_{0}\mathrm {j} +x_{3}y_{1}{\color {green}\mathrm {k} \mathrm {i} }\\&\quad +x_{0}y_{3}\mathrm {k} +x_{1}y_{2}{\color {green}\mathrm {i} \mathrm {j} }+x_{2}y_{1}{\color {red}\mathrm {j} \mathrm {i} }+x_{3}y_{0}\mathrm {k} \\&=x_{0}y_{0}-x_{1}y_{1}-x_{2}y_{2}-x_{3}y_{3}\\&\quad +(x_{0}y_{1}+x_{1}y_{0}{\color {green}\;+\;x_{2}y_{3}}{\color {red}\;-\;x_{3}y_{2}})\mathrm {i} \\&\quad +(x_{0}y_{2}{\color {red}\;-\;x_{1}y_{3}}+x_{2}y_{0}{\color {green}\;+\;x_{3}y_{1}})\mathrm {j} \\&\quad +(x_{0}y_{3}{\color {green}\;+\;x_{1}y_{2}}{\color {red}\;-\;x_{2}y_{1}}+x_{3}y_{0})\mathrm {k} .\end{aligned}}}
Damit sind die für einen Ring erforderlichen zwei Verknüpfungen definiert. Es ist leicht nachgerechnet, dass alle Ring-Axiome erfüllt sind.
Das additive Inverse ist (wie in jedem Vektorraum) das Produkt mit dem Skalar −1. Die Subtraktion ist die Addition dieses Inversen.
Die für einen Schiefkörper erforderliche Division muss wegen der fehlenden Kommutativität durch eine Multiplikation mit dem (multiplikativen) Inversen ersetzt werden (siehe Inverses und Division).

## Gegenring
Ist {\displaystyle (R,+,\cdot )} ein Ring, dann wird der mit der Multiplikation
{\displaystyle x\circ y\;:=y\cdot x}
ausgestattete Ring {\displaystyle R^{\operatorname {op} }:=(R,+,\circ )} als Gegenring bezeichnet. Hier folgen alle Ringgesetze, das heißt das Assoziativgesetz sowie beide Distributivgesetze, aus den ursprünglichen Gesetzen. Im Gegenring {\displaystyle \mathbb {H} ^{\operatorname {op} }}, der wegen der Nicht-Kommutativität von {\displaystyle \mathbb {H} } von diesem verschieden ist, gelten alle im Abschnitt Grundrechenarten angeführten Rechenregeln bis auf die Multiplikation, bei der die Vorzeichen der Terme, die nur Koeffizienten {\displaystyle x_{m}y_{n}} mit {\displaystyle m\neq n} und {\displaystyle m\neq 0\neq n} haben, invertiert sind. Ferner gilt die Kurzform
{\displaystyle \mathrm {i} \circ \mathrm {j} \circ \mathrm {k} =+1}.
Im Übrigen hat Gauß laut Lam:Eq. (1.4) die Quaternionenmultiplikation im Jahr 1819 genau so definiert.
Des Weiteren ist die Orientierung des Dreibeins {\displaystyle (\mathrm {i} ,\mathrm {j} ,\mathrm {k} )} in {\displaystyle \mathbb {H} ^{\operatorname {op} }} gespiegelt. Die Identität auf der Grundmenge {\displaystyle \mathbb {R} ^{4}} ist ein Antiisomorphismus und die Konjugation ein Isomorphismus.
Die Nichtkommutativität ist gleichbedeutend mit der Verschiedenheit von {\displaystyle \mathbb {H} } und {\displaystyle \mathbb {H} ^{\operatorname {op} }}. Da beide Ringe die Ringaxiome der Quaternionen erfüllen, muss dieses Axiomensystem „unvollständig“ sein im Sinne Hölders. In diesem Sinn vollständig sind die Axiomensysteme der rationalen, reellen oder komplexen Zahlen.

## Grundlegende Begriffe

### Skalarteil und Vektorteil
Aufgrund der besonderen Stellung der Komponente {\displaystyle x_{0}} einer Quaternion
{\displaystyle x=x_{0}+x_{1}\mathrm {i} +x_{2}\mathrm {j} +x_{3}\mathrm {k} }
bezeichnet man sie – wie bei den komplexen Zahlen – als Realteil oder Skalarteil
{\displaystyle \operatorname {Re} \,x:=x_{0}} ,
während die Komponenten {\displaystyle x_{1},x_{2},x_{3}} zusammen den Imaginärteil oder Vektorteil
{\displaystyle \operatorname {Im} \,x:=x_{1}\mathrm {i} +x_{2}\mathrm {j} +x_{3}\mathrm {k} }
bilden. Häufig identifiziert man den Vektorteil auch mit dem Vektor {\displaystyle {\vec {x}}:=(x_{1},x_{2},x_{3})\in \mathbb {R} ^{3}}.

### Konjugation
Zu jeder Quaternion
{\displaystyle x=x_{0}+x_{1}\mathrm {i} +x_{2}\mathrm {j} +x_{3}\mathrm {k} }
ist die konjugierte Quaternion definiert als
{\displaystyle {\bar {x}}:=x_{0}-x_{1}\mathrm {i} -x_{2}\mathrm {j} -x_{3}\mathrm {k} } .
Da hier der Imaginärteil mit seinen Einheitsvektoren verknüpft bleibt und der Realteil als reelle Zahl eindeutig in die Quaternionen einzubetten ist, ergeben sich die einfachen Beziehungen
{\displaystyle x=\operatorname {Re} \,x+\operatorname {Im} \,x}
und
{\displaystyle {\bar {x}}=\operatorname {Re} \,x-\operatorname {Im} \,x} ,
aus denen sich unmittelbar
{\displaystyle \operatorname {Re} \,x={\frac {1}{2}}(x+{\bar {x}})}
und
{\displaystyle \operatorname {Im} \,x={\frac {1}{2}}(x-{\bar {x}})}
ausrechnet.
Ist eine Quaternion gleich ihrer Konjugierten, so ist sie reell, d. h., der Vektorteil ist null. Ist eine Quaternion gleich dem Negativen ihrer Konjugierten, so ist sie eine reine Quaternion, d. h., der Skalarteil ist null.
Weitere wichtige Eigenschaften der Konjugation sind:
| - {\displaystyle {\overline {({\bar {x}})}}=x} | Die Konjugation ist eine Involution.                                |
| - {\displaystyle {\overline {x+y}}={\bar {x}}+{\bar {y}}} und {\displaystyle {\overline {\lambda x}}=\lambda {\bar {x}}} für reelle Zahlen {\displaystyle \lambda } | Die Konjugation ist {\displaystyle \mathbb {R} }-linear.            |
| - {\displaystyle {\overline {xy}}={\bar {y}}{\bar {x}}} | Die Konjugation ist ein involutiver Antiautomorphismus.             |
| - {\displaystyle {\overline {x}}=-{\tfrac {1}{2}}(x+\mathrm {i} \,x\,\mathrm {i} +\mathrm {j} \,x\,\mathrm {j} +\mathrm {k} x\mathrm {k} )}                         | Die Konjugation lässt sich „mit arithmetischen Mitteln“ darstellen. |

### Skalarprodukt
Das Skalarprodukt {\displaystyle \langle {\cdot },{\cdot }\rangle \colon \mathbb {H} \times \mathbb {H} \to \mathbb {R} } zweier Quaternionen, aufgefasst als Vektoren im {\displaystyle \mathbb {R} ^{4}}, ist definiert durch
{\displaystyle \langle x,y\rangle :=x_{0}y_{0}+x_{1}y_{1}+x_{2}y_{2}+x_{3}y_{3}} .
Es gilt
{\displaystyle \langle x,y\rangle =\operatorname {Re} ({\bar {x}}y)=\operatorname {Re} (x{\bar {y}})={\frac {1}{2}}(x{\bar {y}}+y{\bar {x}})} .
Es ist eine positiv definite symmetrische Bilinearform, über die sich Norm und Betrag definieren lassen und mit der Winkel und Orthogonalität bestimmt werden können.
Ferner kann man damit die einzelnen Komponenten einer Quaternion isolieren:
{\displaystyle x_{0}=\langle \mathrm {1} ,x\rangle ,\quad x_{1}=\langle \mathrm {i} ,x\rangle ,\quad x_{2}=\langle \mathrm {j} ,x\rangle ,\quad x_{3}=\langle \mathrm {k} ,x\rangle } .
Das aus der Physik weit verbreitete Vorgehen, das Skalarprodukt abkürzend wie eine Multiplikation mit dem Mittepunkt „{\displaystyle \cdot }“ zu notieren, wird auch bei den Quaternionen häufig angewandt, wobei hier die Verwechslungsgefahr zwischen Quaternionenmultiplikation und Skalarprodukt hoch ist.
Im Folgenden verwenden wir folgende Konvention:
- Das Quaternionenprodukt wird stets ohne Benutzung des Mittepunkts durch Aneinanderreihung der Faktoren notiert.
- Das Skalarprodukt, und zwar sowohl das 4- wie das 3-dimensionale, wird in Multiplikationsschreibweise mit dem Mittepunkt „{\displaystyle \cdot }“ notiert.

### Kreuzprodukt
Das Kreuzprodukt zweier Quaternionen {\displaystyle x,y} ist das Kreuzprodukt (Vektorprodukt) ihrer Vektorteile und bis auf den Faktor 2 ihr Kommutator. Ist {\displaystyle x=:(x_{0},{\vec {x}})} und {\displaystyle y=:(y_{0},{\vec {y}})}, so ist
{\displaystyle {\begin{aligned}x\times y&:={\vec {x}}\times {\vec {y}}\\&\;={\tfrac {1}{2}}(xy-yx)\\&\;=(x_{2}y_{3}-x_{3}y_{2})\mathrm {i} +(x_{3}y_{1}-x_{1}y_{3})\mathrm {j} +(x_{1}y_{2}-x_{2}y_{1})\mathrm {k} \;.\end{aligned}}}

### Quaternionenmultiplikation als Skalar- und Kreuzprodukt
Identifiziert man Quaternionen
| {\displaystyle x=x_{0}+x_{1}\mathrm {i} +x_{2}\mathrm {j} +x_{3}\mathrm {k} } | und | {\displaystyle y=y_{0}+y_{1}\mathrm {i} +y_{2}\mathrm {j} +y_{3}\mathrm {k} } |

mit Paaren aus einem Skalar {\displaystyle \in \mathbb {R} } und einem Vektor {\displaystyle \in \mathbb {R} ^{3}}
| {\displaystyle x=(x_{0},{\vec {x}})} mit {\displaystyle {\vec {x}}:=(x_{1},x_{2},x_{3})} | bzw. | {\displaystyle y=(y_{0},{\vec {y}})} mit {\displaystyle {\vec {y}}:=(y_{1},y_{2},y_{3})} , |

so lässt sich die Multiplikation mithilfe des (dreidimensionalen) Skalarprodukts und Kreuzprodukts beschreiben:
{\displaystyle xy=(x_{0},{\vec {x}})(y_{0},{\vec {y}})={\Big (}x_{0}y_{0}-{\vec {x}}\cdot {\vec {y}},\quad x_{0}{\vec {y}}+{\vec {x}}y_{0}+{\vec {x}}\times {\vec {y}}{\Big )}} .

Zwei Quaternionen sind demnach genau dann miteinander vertauschbar, wenn ihr Kreuzprodukt 0 ist, wenn also ihre Vektorteile als reelle Vektoren linear abhängig sind (s. a. Einbettung der komplexen Zahlen).

### Norm und Betrag
Das Skalarprodukt einer Quaternion {\displaystyle x} mit sich selbst, welches gleich dem Quaternionenprodukt mit der Konjugierten ist, wird Norm genannt:
{\displaystyle \operatorname {Norm} (x):=\langle x,x\rangle =x_{0}^{2}+x_{1}^{2}+x_{2}^{2}+x_{3}^{2}=x{\bar {x}}={\bar {x}}x} 
Insbesondere ist dieser Wert reell und nichtnegativ.

Die Quadratwurzel daraus
{\displaystyle {\sqrt {{x_{0}}^{2}+{x_{1}}^{2}+{x_{2}}^{2}+{x_{3}}^{2}}}=:|x|}
wird Betrag oder Länge der Quaternion {\displaystyle x} genannt und stimmt überein mit Betrag oder euklidischer Länge des Vektors {\displaystyle (x_{0},x_{1},x_{2},x_{3})}. Er erfüllt die wichtige Eigenschaft
{\displaystyle |xy|=|x|\;|y|} ,
die Multiplikativität des Betrags.
Mit dem Betrag werden die Quaternionen zu einer reellen Banachalgebra.

### Inverses und Division
Bei einer nicht-kommutativen Multiplikation muss man die Gleichungen
| {\displaystyle xb=a} | und | {\displaystyle by=a} |

unterscheiden. Wenn das Inverse {\displaystyle b^{-1}} existiert, dann sind
| {\displaystyle x=ab^{-1}} | bzw. | {\displaystyle y=b^{-1}a} |

respektive Lösungen, die nur dann übereinstimmen, wenn {\displaystyle b} und {\displaystyle a} kommutieren, insbesondere wenn der Divisor {\displaystyle b} reell ist. In solch einem Fall kann die Schreibweise {\displaystyle {\tfrac {a}{b}}} verwendet werden – bei allgemeinen Divisionen wäre sie nicht eindeutig.
Wenn zusätzlich {\displaystyle c^{-1}} existiert, gilt die Formel
{\displaystyle b^{-1}c^{-1}=(cb)^{-1}},
denn
{\displaystyle b^{-1}c^{-1}cb=1}      und     {\displaystyle (cb)^{-1}cb=1} .
Für
{\displaystyle x=x_{0}+x_{1}\mathrm {i} +x_{2}\mathrm {j} +x_{3}\mathrm {k} \neq 0}
ist die Norm
{\displaystyle \operatorname {Norm} (x)=x{\bar {x}}={\bar {x}}x=x_{0}^{2}+x_{1}^{2}+x_{2}^{2}+x_{3}^{2}>0}
reell und positiv. Die Quaternion
{\displaystyle x^{-1}:={\frac {\bar {x}}{x{\bar {x}}}}}
erfüllt dann die Bedingungen des Rechts-
{\displaystyle xx^{-1}=x{\frac {\bar {x}}{x{\bar {x}}}}=1}
und des Links-Inversen
{\displaystyle x^{-1}x={\frac {\bar {x}}{{\bar {x}}x}}x=1}
und kann deshalb als das Inverse schlechthin von {\displaystyle x} bezeichnet werden.

### Reine Quaternion
Eine Quaternion, deren Vektorteil 0 ist, wird mit der ihrem Skalarteil entsprechenden reellen Zahl identifiziert.
Eine Quaternion, deren Realteil 0 ist (äquivalent, deren Quadrat reell und nichtpositiv ist), nennt man rein, rein imaginär oder vektoriell. Die Menge der reinen Quaternionen wird als {\displaystyle \mathbb {H} _{\text{pure}}} oder {\displaystyle \operatorname {Im} \,\mathbb {H} } notiert. Sie ist ein dreidimensionaler reeller Vektorraum mit Basis {\displaystyle \{\mathrm {i} ,\mathrm {j} ,\mathrm {k} \}}. Für reine Quaternionen nimmt die Multiplikation eine besonders einfache Form an:
{\displaystyle (0,{\vec {x}})(0,{\vec {y}})\;=\;{\Big (}{-{\vec {x}}\cdot {\vec {y}}},\,{\vec {x}}\times {\vec {y}}{\Big )}} .

### Einheitsquaternion
Eine Einheitsquaternion (auch normierte Quaternion, Quaternion der Länge 1) ist eine Quaternion, deren Betrag gleich 1 ist. Für sie gilt (analog zu den komplexen Zahlen)
{\displaystyle |x|=1\iff x{\bar {x}}=1\iff {\bar {x}}=x^{-1}}.
Für eine beliebige Quaternion {\displaystyle x\neq 0} ist
{\displaystyle {\frac {x}{|x|}}={\frac {x_{0}}{|x|}}+{\frac {x_{1}}{|x|}}\mathrm {i} +{\frac {x_{2}}{|x|}}\mathrm {j} +{\frac {x_{3}}{|x|}}\mathrm {k} }
eine Einheitsquaternion, die man manchmal auch als das Signum oder den Versor von {\displaystyle x} bezeichnet.
Das Produkt zweier Einheitsquaternionen und die Inverse einer Einheitsquaternion sind wieder Einheitsquaternionen. Die Einheitsquaternionen bilden also eine Gruppe.
Geometrisch kann man die Menge der Einheitsquaternionen als die Einheits-3-Sphäre {\displaystyle \mathbb {S} ^{3}} im vierdimensionalen euklidischen Raum und damit als Lie-Gruppe interpretieren, mit dem Raum der reinen Quaternionen als zugehöriger Lie-Algebra. Die Darstellung als komplexe Matrizen verdeutlicht die umkehrbar eindeutige Entsprechung der Einheitsquaternionen mit der speziellen unitären Gruppe {\displaystyle \mathrm {SU} (2)}.
Die einzigen reellen Einheitsquaternionen sind {\displaystyle \pm 1}. Sie machen auch das Zentrum von {\displaystyle \mathbb {S} ^{3}} aus.

### Reine Einheitsquaternion
Einheitsquaternionen, die auch reine Quaternionen sind, lassen sich als diejenigen Quaternionen charakterisieren, deren Quadrate {\displaystyle -1} ergeben:
{\displaystyle \epsilon _{0}=0\;\land \;{\epsilon _{1}}^{2}+{\epsilon _{2}}^{2}+{\epsilon _{3}}^{2}=1\qquad \iff \qquad \epsilon ^{2}=-1}.
Sie liegen in der Äquatorhyperebene der 3-Sphäre {\displaystyle \mathbb {S} ^{3}} und machen die Einheits-2-Sphäre {\displaystyle \mathbb {S} ^{2}} des dreidimensionalen Raums {\displaystyle \operatorname {Im} \,\mathbb {H} } aus.

### Einbettung der komplexen Zahlen
Jede Quaternion {\displaystyle \epsilon } mit Quadrat {\displaystyle -1} definiert einen Einbettungsisomorphismus {\displaystyle \iota _{\epsilon }} der komplexen Zahlen in die Quaternionen
{\displaystyle {\begin{array}{rccc}\iota _{\epsilon }\colon &\mathbb {C} &\to &\mathbb {H} \\&u+v\mathrm {i} _{\mathbb {C} }&\mapsto &u+v\epsilon \end{array}}}
mit {\displaystyle u,v\in \mathbb {R} } und {\displaystyle \mathrm {i} _{\mathbb {C} }} als imaginärer Einheit der komplexen Zahlen. Dabei sind die Bildmengen der {\displaystyle \epsilon } und {\displaystyle {\bar {\epsilon }}} entsprechenden Einbettungen identisch: {\displaystyle \iota _{\epsilon }(\mathbb {C} )=\iota _{\overline {\epsilon }}(\mathbb {C} )}.
Eine jede solche Quaternion darf {\displaystyle \mathrm {i} } genannt werden, eine senkrechte dazu {\displaystyle \mathrm {j} } und ihr Produkt {\displaystyle \mathrm {k} }.:Seite 40. 
Jede nicht-reelle Quaternion liegt in genau einer solchen Einbettung von {\displaystyle \mathbb {C} } . Zwei Quaternionen sind genau dann vertauschbar, wenn es eine gemeinsame Einbettung gibt.
Zwei verschiedene Bilder haben die reelle Achse zum Durchschnitt.
So betrachtet, sind die Quaternionen eine Vereinigung komplexer Ebenen.

## Polardarstellung
Jede Einheitsquaternion {\displaystyle x^{\circ }=x_{0}+x_{1}\mathrm {i} +x_{2}\mathrm {j} +x_{3}\mathrm {k} \;\neq \;\pm 1} kann auf eindeutige Weise in der Form
{\displaystyle x^{\circ }=\cos \phi +\epsilon \,\sin \phi }
mit dem Polarwinkel von {\displaystyle x^{\circ }}
{\displaystyle \phi :=\arccos(x_{0})=\arccos(\operatorname {Re} x^{\circ })\in {]0,\pi [}}
und der reinen Einheitsquaternion
{\displaystyle \epsilon :={\frac {x_{1}\mathrm {i} +x_{2}\mathrm {j} +x_{3}\mathrm {k} }{\sqrt {1-x_{0}^{2}}}}={\frac {x_{1}\mathrm {i} +x_{2}\mathrm {j} +x_{3}\mathrm {k} }{\sin \phi }}={\frac {\operatorname {Im} x^{\circ }}{|\operatorname {Im} x^{\circ }|}}={\frac {{\vec {x}}^{\circ }}{|{\vec {x}}^{\circ }|}}}
dargestellt werden.
Mit der verallgemeinerten Exponentialfunktion lässt sich das wegen {\displaystyle \epsilon ^{2}=-1\ } auch schreiben als
{\displaystyle x^{\circ }=\exp(\epsilon \phi )}
mit der reinen Quaternion {\displaystyle \epsilon \phi =:x^{\prime }\in \operatorname {Im} \,\mathbb {H} }. Will man also eine reine Quaternion {\displaystyle x^{\prime }\neq 0} exponentiieren, so ist ihr Betrag {\displaystyle \phi =|x^{\prime }|} und die reine Einheitsquaternion {\displaystyle \epsilon =x^{\prime }/\phi } zu bilden, und es ergibt sich die Einheitsquaternion
{\displaystyle \exp x^{\prime }=\cos \phi +\epsilon \,\sin \phi }.
Der Fall   {\displaystyle \exp 0=1}   lässt sich stetig ergänzen.
Damit ist die Exponentialabbildung {\displaystyle \exp \colon \operatorname {Im} \,\mathbb {H} \to \mathbb {S} ^{3}} surjektiv.
Nun ist {\displaystyle \exp x^{\prime }=-1} für alle {\displaystyle x^{\prime }\in \operatorname {Im} \,\mathbb {H} } mit {\displaystyle |x^{\prime }|=\pi }, und das sind unendlich viele.
Gleichwohl ist die Einschränkung {\displaystyle \exp \colon \{x^{\prime }\in \operatorname {Im} \,\mathbb {H} \land |x^{\prime }|<\pi \}\;\to \;\mathbb {S} ^{3}\setminus \{-1\}} bijektiv.
Sie ist stetig, wegen der Nicht-Kommutativität der Multiplikation aber kein Homomorphismus.

Allgemein lässt sich jede nicht-reelle Quaternion eindeutig in der Form
{\displaystyle x=|x|\;(\cos \phi +\epsilon \,\sin \phi )}
mit dem Polarwinkel von {\displaystyle x}
{\displaystyle \phi =\arccos \left({\frac {\operatorname {Re} x}{|x|}}\right)\in {]0,\pi [}}
und der reinen Einheitsquaternion (der reinen und normierten Quaternion von {\displaystyle x})
{\displaystyle \epsilon ={\frac {\operatorname {Im} x}{\sqrt {|x|^{2}-(\operatorname {Re} x)^{2}}}}={\frac {\operatorname {Im} x}{|x|\,\sin \phi }}={\frac {\vec {x}}{|{\vec {x}}|}}}
schreiben. Durch die Festlegung {\displaystyle \phi \in {]0,\pi [}} ist {\displaystyle \sin \phi >0}, sodass {\displaystyle \epsilon } in dieselbe Richtung wie der Vektorteil {\displaystyle \operatorname {Im} x} zeigt.
Jede nicht reell-negative Quaternion schreibt sich eindeutig als
{\displaystyle x=|x|\exp x^{\prime }}
mit einer reinen Quaternion {\displaystyle x^{\prime }} mit   {\displaystyle |x^{\prime }|<\pi }.
Diese Darstellungen sind der Polarform komplexer Zahlen
{\displaystyle z=|z|(\cos \phi +\mathrm {i} _{\mathbb {C} }\sin \phi )=|z|\exp(\mathrm {i} _{\mathbb {C} }\phi )}
(mit {\displaystyle \mathrm {i} _{\mathbb {C} }} als imaginärer Einheit) analog. Für die Funktionalgleichung
{\displaystyle xy=|x|\;|y|\;\exp(x^{\prime }+y^{\prime })}
müssen {\displaystyle x,y} allerdings kommutieren.

## Funktionentheorie

### Exponentialfunktion, Logarithmus
Das Exponential einer nicht-reellen Quaternion {\displaystyle x} ist:
{\displaystyle \exp(x)=\sum _{n=0}^{\infty }{\frac {x^{n}}{n!}}=\exp(\operatorname {Re} x)\left(\cos |{\vec {x}}|+{\frac {\vec {x}}{|{\vec {x}}|}}\sin |{\vec {x}}|\right)\in \mathbb {H} }
mit {\displaystyle {\vec {x}}:=\operatorname {Im} x} .
Der (natürliche) Logarithmus einer nicht-reellen Quaternion {\displaystyle x} ist:
{\displaystyle \ln(x)=\ln |x|+{\frac {\vec {x}}{|{\vec {x}}|}}\arccos \left({\frac {\operatorname {Re} x}{|x|}}\right)\in \mathbb {H} } 
Für nicht-reelles {\displaystyle x} sind sie Umkehrfunktionen voneinander
{\displaystyle \exp(\ln(x))=x}
und, falls {\displaystyle |{\vec {x}}|<\pi },
{\displaystyle \ln(\exp(x))=x} .
Für nicht-reelles, mit {\displaystyle x} kommutierendes {\displaystyle y} gelten die Funktionalgleichungen
{\displaystyle \exp(x+y)=\exp(x)\exp(y)}
und
{\displaystyle \ln(x)+\ln(y)=\ln(xy)} ,
letzteres für {\displaystyle x,y} mit hinreichend kleinem Imaginärteil.

### Fortsetzungen komplexer Funktionen

Im kommutativen Diagramm müssen sich und auf vertragen.

Da {\displaystyle \mathbb {H} } als eine Vereinigung von Einbettungen komplexer Ebenen aufgefasst werden kann (s. Abschnitt #Einbettung der komplexen Zahlen), kann man versuchen, Funktionen {\displaystyle g\colon \mathbb {C} \to \mathbb {C} } mithilfe der genannten Einbettungsisomorphismen {\displaystyle \iota _{\epsilon }} vom Komplexen ins Quaternionische zu liften. Dabei ist zu fordern, dass die so gewonnenen Funktionen {\displaystyle g_{\epsilon }\colon \iota _{\epsilon }(\mathbb {C} )\to \iota _{\epsilon }(\mathbb {C} )\subset \mathbb {H} } mit {\displaystyle g_{\epsilon }(q):=\iota _{\epsilon }\circ g\circ {\iota _{\epsilon }}^{-1}(q)} bei Überschneidungen der Definitionsbereiche dasselbe Ergebnis liefern, sodass die vereinigte Funktion {\displaystyle {\tilde {g}}} auf der Vereinigungsmenge {\displaystyle \cup _{\epsilon }{\bigl (}\iota _{\epsilon }(\mathbb {C} ){\bigr )}=\mathbb {H} } vermöge {\displaystyle \forall q\in \mathbb {H} \;\exists \epsilon :q\in \iota _{\epsilon }(\mathbb {C} )} als {\displaystyle {\tilde {g}}(q):=g_{\epsilon }(q)} in wohldefinierter Weise gebildet werden kann.
Sei {\displaystyle g(z)=u(\xi ,\eta )+v(\xi ,\eta )\ \mathrm {i} _{\mathbb {C} }} eine komplexwertige Funktion {\displaystyle \mathbb {C} \to \mathbb {C} } einer komplexen Variablen {\displaystyle z=\xi +\eta \,\mathrm {i} _{\mathbb {C} }} mit reellen {\displaystyle \xi ,\eta } und reellen {\displaystyle u(\xi ,\eta ),v(\xi ,\eta ).}

Einbettbarkeit: {\displaystyle g} ist genau dann einbettbar in die Quaternionen, wenn {\displaystyle u} eine gerade und {\displaystyle v} eine ungerade Funktion des jeweils zweiten Arguments {\displaystyle \eta } ist.
| Beweis |
| Ist {\displaystyle q} eine beliebige nicht-reelle Quaternion, dann ist {\displaystyle \epsilon :=\operatorname {Im} q/\|\operatorname {Im} q\|} eine reine und normierte Quaternion mit {\displaystyle \epsilon ^{2}=-1}. Seien ferner {\displaystyle \xi :=\operatorname {Re} q} und {\displaystyle \eta :=\|\operatorname {Im} q\|}, die beide reell sind. Sowohl {\displaystyle \iota _{\epsilon }} wie {\displaystyle \iota _{\overline {\epsilon }}} ist ein Einbettungsisomorphismus für das Bild {\displaystyle q}. Im ersteren Fall ist {\displaystyle z_{\epsilon }:=\xi +\eta \,\mathrm {i} _{\mathbb {C} }\in \mathbb {C} } das Urbild von {\displaystyle q=\xi +\eta \,\epsilon }, im zweiten Fall haben wir wegen {\displaystyle q=\xi +\eta \,\epsilon =\xi -\eta \,{\bar {\epsilon }}} das Urbild {\displaystyle z_{\overline {\epsilon }}:=\iota _{\overline {\epsilon }}^{-1}(\xi -\eta \,\epsilon )=\xi -\eta \,\mathrm {i} _{\mathbb {C} }}; jeweils mit {\displaystyle \mathrm {i} _{\mathbb {C} }} als der imaginären Einheit von {\displaystyle \mathbb {C} }. Die Urbilder sind verschieden, das Bild, das bei der zu bildenden Funktion {\displaystyle {\tilde {g}}} als Argument fungieren soll, ist aber beidesmal {\displaystyle q}. Das „Liften“ wird durch die Einbettung der Funktionswerte als {\displaystyle g_{\epsilon }(q):=\iota _{\epsilon }(g(z_{\epsilon }))=\iota _{\epsilon }(u(\xi ,+\eta )+v(\xi ,+\eta )\mathrm {i} _{\mathbb {C} })=u(\xi ,+\eta )+v(\xi ,+\eta )\epsilon } und {\displaystyle g_{\overline {\epsilon }}(q):=\iota _{\overline {\epsilon }}(g(z_{\overline {\epsilon }}))=\iota _{\overline {\epsilon }}(u(\xi ,-\eta )+v(\xi ,-\eta )\mathrm {i} _{\mathbb {C} })=u(\xi ,-\eta )+v(\xi ,-\eta ){\bar {\epsilon }}} vervollständigt (s. Diagramm). Nun ist nach Voraussetzung {\displaystyle u(\xi ,+\eta )=u(\xi ,-\eta ),\quad v(\xi ,+\eta )=-v(\xi ,-\eta ),} sodass sich {\displaystyle g_{\overline {\epsilon }}(q)=u(\xi ,-\eta )+v(\xi ,-\eta ){\bar {\epsilon }}=u(\xi ,-\eta )-v(\xi ,-\eta )\epsilon =u(\xi ,+\eta )+\ v(\xi ,+\eta )\epsilon =g_{\epsilon }(q)} ergibt und {\displaystyle {\tilde {g}}(q)} nicht von der Wahl des Einbettungsisomorphismus abhängt. Die Bedingung ist auch notwendig. Denn lässt umgekehrt die Funktion {\displaystyle g(\xi +\eta \,\mathrm {i} _{\mathbb {C} })=u(\xi ,\eta )+v(\xi ,\eta )\mathrm {i} _{\mathbb {C} }} eine Einbettung {\displaystyle {\tilde {g}}\colon \mathbb {H} \to \mathbb {H} ;q\mapsto {\tilde {g}}(q)} in die Quaternionen zu, so gibt es zu jedem {\displaystyle q\in \mathbb {H} } eine geeignete reine Einheitsquaternion {\displaystyle \epsilon } und reelle {\displaystyle \xi ,\eta } mit {\displaystyle q=\xi \,+\,\eta \,\epsilon } und {\displaystyle {\begin{array}{llll}{\tilde {g}}(q)&=g_{\epsilon }(\xi \,+\,\eta \,\epsilon )=g_{\epsilon }(\iota _{\epsilon }(\xi +\eta \,\mathrm {i} _{\mathbb {C} }))=\iota _{\epsilon }(g(\xi +\eta \,\mathrm {i} _{\mathbb {C} }))\\&=\iota _{\epsilon }(u(\xi ,+\eta )\,+\,v(\xi ,+\eta )\mathrm {i} _{\mathbb {C} })&=u(\xi ,+\eta )\,+\,v(\xi ,+\eta )\epsilon .\end{array}}} Bei der konjugierten Quaternion {\displaystyle {\bar {\epsilon }}=-\epsilon } hat die Einbettung {\displaystyle \iota _{\overline {\epsilon }}} dasselbe Bild {\displaystyle \iota _{\overline {\epsilon }}(\mathbb {C} )=\iota _{\epsilon }(\mathbb {C} )} wie {\displaystyle \iota _{\epsilon }} und also {\displaystyle g_{\overline {\epsilon }}} dieselbe Definitionsmenge wie {\displaystyle g_{\epsilon }}. Der Funktionswert {\displaystyle {\begin{array}{llll}{\tilde {g}}(q)&=g_{\overline {\epsilon }}(\xi \,-\,\eta \,{\bar {\epsilon }})=g_{\overline {\epsilon }}(\iota _{\overline {\epsilon }}(\xi -\eta \,\mathrm {i} _{\mathbb {C} }))=\iota _{\overline {\epsilon }}(g(\xi -\eta \,\mathrm {i} _{\mathbb {C} }))\\&=\iota _{\overline {\epsilon }}(u(\xi ,-\eta )\,+\,v(\xi ,-\eta )\mathrm {i} _{\mathbb {C} })&=u(\xi ,-\eta )\,+\,v(\xi ,-\eta ){\bar {\epsilon }}\\&&=u(\xi ,-\eta )\,-\,v(\xi ,-\eta )\epsilon \end{array}}} muss also mit dem vorigen für alle {\displaystyle \xi ,\eta \in \mathbb {R} } übereinstimmen. ■ |

Die eingebettete Funktion {\displaystyle {\tilde {g}}} stimmt auf allen Teilmengen {\displaystyle \iota _{\epsilon }(\mathbb {C} )\cong \mathbb {C} } mit {\displaystyle g} überein, kann also als Fortsetzung von {\displaystyle g} angesehen werden und, wenn Verwechslungen nicht zu befürchten sind, wird auch der Funktionsname beibehalten.
Ist {\displaystyle g(z)=u(\xi ,\eta )+v(\xi ,\eta )\mathrm {i} _{\mathbb {C} }} eine einbettbare Funktion, so ist {\displaystyle v(\xi ,0)=-v(\xi ,0)} wegen der Ungeradheit von {\displaystyle v} in der zweiten Variablen, also {\displaystyle v(\xi ,0)=0} und {\displaystyle g(z)\in \mathbb {R} } für {\displaystyle z\in \mathbb {R} }. Somit folgt aus der Einbettbarkeit, dass die Einschränkung aufs Reelle reell ist. Zu dieser Klasse von komplexen Funktionen gehören Norm und Betrag, aber auch alle Laurent-Reihen {\displaystyle \textstyle \sum _{n=-\infty }^{\infty }a_{n}z^{n}} mit reellen Koeffizienten {\displaystyle a_{n}}, so die Exponential- und Logarithmusfunktion.

### Analysis
Schwieriger ist es, eine allgemeine quaternionische Analysis mit Differential- und/oder Integralrechnung aufzustellen.
Ein Problem springt unmittelbar ins Auge: der Begriff des Differenzenquotienten {\displaystyle {\tfrac {f(x+h)-f(x)}{h}}}, der in der reellen wie der komplexen Analysis so erfolgreich ist, muss wegen der Nicht-Kommutativität als linke und rechte Version definiert werden. Legt man dann genauso strenge Maßstäbe wie bei der komplexen Differenzierbarkeit an, dann stellt sich heraus, dass bestenfalls lineare Funktionen, und zwar {\displaystyle x\mapsto a+xb} links und {\displaystyle x\mapsto a+bx} rechts, differenzierbar sind. Immer definieren lässt sich aber eine Richtungsableitung und das Gâteaux-Differential.
Ausgehend von den Cauchy-Riemannschen Differentialgleichungen und dem Satz von Morera wurde folgender Regularitätsbegriff gefunden: Eine quaternionische Funktion ist regulär an der Stelle {\displaystyle x}, wenn ihr Integral über jeder hinreichend kleinen {\displaystyle x} umschließenden Hyperfläche verschwindet.

## Beschreibung anderer Konstrukte mit Hilfe von Quaternionen

### Minkowski-Skalarprodukt
Das Minkowski-Skalarprodukt zweier Quaternionen, aufgefasst als Vektoren im Minkowski-Raum, ist der Skalarteil von {\displaystyle xy}:
{\displaystyle x_{0}y_{0}-x_{1}y_{1}-x_{2}y_{2}-x_{3}y_{3}=\operatorname {Re} (xy).}

### Vektoranalysis
Im Folgenden werden Vektoren im dreidimensionalen Raum {\displaystyle \mathbb {R} ^{3}} mit reinen Quaternionen {\displaystyle \in \operatorname {Im} \,\mathbb {H} }, also die üblichen {\displaystyle (x,y,z)}-Koordinaten mit den {\displaystyle (x_{1},x_{2},x_{3})}-Komponenten identifiziert. Definiert man den Nabla-Operator (wie Hamilton) als
{\displaystyle {\vec {\nabla }}\;=\;\mathrm {i} \,{\frac {\partial }{\partial x}}+\mathrm {j} \,{\frac {\partial }{\partial y}}+\mathrm {k} \,{\frac {\partial }{\partial z}}}
und wendet ihn auf eine skalare Funktion {\displaystyle f(x,y,z)} als (formale) Skalarmultiplikation an, erhält man den Gradienten
{\displaystyle {\vec {\nabla }}f\;=\;\operatorname {grad} f\;=\;\mathrm {i} \,{\frac {\partial f}{\partial x}}+\mathrm {j} \,{\frac {\partial f}{\partial y}}+\mathrm {k} \,{\frac {\partial f}{\partial z}}.}
Die Anwendung auf ein Vektorfeld
{\displaystyle {\vec {F}}(x,y,z)\;=\;\mathrm {i} \,F_{1}(x,y,z)+\mathrm {j} \,F_{2}(x,y,z)+\mathrm {k} \,F_{3}(x,y,z)}
als (formales) Skalarprodukt ergibt die Divergenz
{\displaystyle {\vec {\nabla }}\cdot {\vec {F}}\;=\;\operatorname {div} {\vec {F}}\;=\;{\frac {\partial F_{1}}{\partial x}}+{\frac {\partial F_{2}}{\partial y}}+{\frac {\partial F_{3}}{\partial z}}} .
Die Anwendung auf ein Vektorfeld als (formales) Kreuzprodukt ergibt die Rotation
{\displaystyle {\vec {\nabla }}\times {\vec {F}}\;=\;\operatorname {rot} {\vec {F}}\;=\;\mathrm {i} \left({\frac {\partial F_{3}}{\partial y}}-{\frac {\partial F_{2}}{\partial z}}\right)+\mathrm {j} \left({\frac {\partial F_{1}}{\partial z}}-{\frac {\partial F_{3}}{\partial x}}\right)+\mathrm {k} \left({\frac {\partial F_{2}}{\partial x}}-{\frac {\partial F_{1}}{\partial y}}\right)} .
Die Anwendung auf ein Vektorfeld als (formales) Produkt zweier reiner Quaternionen ergibt
{\displaystyle {\vec {\nabla }}{\vec {F}}\;=\;-\operatorname {div} {\vec {F}}+\operatorname {rot} {\vec {F}}}
mit {\displaystyle -\operatorname {div} {\vec {F}}} als Skalarteil und {\displaystyle \operatorname {rot} {\vec {F}}} als Vektorteil der Quaternion.
Zweimalige Anwendung auf eine Funktion {\displaystyle f} ergibt den Laplace-Operator {\displaystyle \triangle }
{\displaystyle {\vec {\nabla }}^{2}\,f\;:=\;{\vec {\nabla }}\cdot ({\vec {\nabla }}\,f)\;=\;\operatorname {div} \left(\operatorname {grad} \,f\right)\;=\;-\triangle f\;=\;-\left({\frac {\partial ^{2}f}{\partial x^{2}}}+{\frac {\partial ^{2}f}{\partial y^{2}}}+{\frac {\partial ^{2}f}{\partial z^{2}}}\right),}
d. h., {\displaystyle \nabla } wirkt wie ein Dirac-Operator als (formale) „Quadratwurzel“ des (negativen) Laplace-Operators.

### Drehungen im dreidimensionalen Raum
Einheitsquaternionen können für eine elegante Beschreibung von Drehungen im dreidimensionalen Raum verwendet werden: Für eine feste Einheitsquaternion {\displaystyle q} ist die Abbildung
{\displaystyle \rho _{q}\colon x\mapsto qxq^{-1}}   bzw.   {\displaystyle \rho _{q}\colon x\mapsto qx{\overline {q}}}
auf {\displaystyle \operatorname {Im} \,\mathbb {H} } eine Drehung. (Hier, wie im Folgenden, ist nur von Drehungen die Rede, die den Ursprung festlassen, d. h., deren Drehachse durch den Ursprung verläuft.)
Die Polardarstellung stellt die Einheitsquaternion {\displaystyle q\neq \pm 1} durch einen Winkel {\displaystyle 0<\alpha <2\pi } und eine reine Einheitsquaternion {\displaystyle \epsilon } eindeutig dar als
{\displaystyle q=\cos {\frac {\alpha }{2}}+\epsilon \sin {\frac {\alpha }{2}}} .
Dann ist {\displaystyle \rho _{q}\ } eine Drehung des {\displaystyle \mathbb {R} ^{3}\ } um die Achse {\displaystyle \epsilon \in \mathbb {R} ^{3}\ } mit Drehwinkel {\displaystyle \alpha }.
Für jede Einheitsquaternion {\displaystyle q} definieren {\displaystyle q} und {\displaystyle -q} dieselbe Drehung; insbesondere entsprechen {\displaystyle 1} und {\displaystyle -1} beide der identischen Abbildung (Drehung mit Drehwinkel 0). Im Unterschied zur Beschreibung von Drehungen durch orthogonale Matrizen handelt es sich also um keine 1:1-Entsprechung, zu jeder Drehung {\displaystyle \rho } gibt es genau zwei Einheitsquaternionen {\displaystyle q} mit {\displaystyle \rho _{q}=\rho }.
Die Hintereinanderausführung von Drehungen entspricht der Multiplikation der Quaternionen, d. h.
{\displaystyle \rho _{q_{1}}\circ \rho _{q_{2}}=\rho _{q_{1}q_{2}}.}
Die Umkehrung der Drehrichtung entspricht dem Inversen:
{\displaystyle \rho _{q^{-1}}=\rho _{q}^{-1}.}

Damit ist die Abbildung
{\displaystyle {\begin{array}{rccc}\rho \colon &\mathbb {S} ^{3}&\to &\mathrm {SO} (3)\\&q&\mapsto &\rho _{q}\end{array}}}
ein Homomorphismus der Gruppe {\displaystyle \mathbb {S} ^{3}} der Einheitsquaternionen in die Drehgruppe {\displaystyle \mathrm {SO} (3)}. Sie ist eine Überlagerung der {\displaystyle \mathrm {SO} (3)}, und da ein Bildelement {\displaystyle \rho _{q}} genau die zwei Urbilder {\displaystyle \pm q\in \mathbb {S} ^{3}} hat, zweiblättrig, weshalb der Homomorphismus auch 2:1-Überlagerung(shomomorphismus):Seite 33. genannt wird. Ferner ist sie universell, da {\displaystyle \mathrm {SU} (2)\cong \mathbb {S} ^{3}} einfach zusammenhängend ist.

#### Bezug zu orthogonalen Matrizen
Explizit entspricht der Einheitsquaternion {\displaystyle q\in \mathbb {S} ^{3}},
{\displaystyle q=q_{0}+q_{1}\mathrm {i} +q_{2}\mathrm {j} +q_{3}\mathrm {k} }
mit {\displaystyle q_{i}\in \mathbb {R} } und {\displaystyle \operatorname {Norm} (q)=q_{0}^{2}+q_{1}^{2}+q_{2}^{2}+q_{3}^{2}=1},
die Drehmatrix
{\displaystyle {\begin{array}{rlll}D_{q}:=&{\begin{bmatrix}q_{0}^{2}+q_{1}^{2}-q_{2}^{2}-q_{3}^{2}&-2q_{0}q_{3}+2q_{1}q_{2}&2q_{0}q_{2}+2q_{1}q_{3}\\2q_{0}q_{3}+2q_{1}q_{2}&q_{0}^{2}-q_{1}^{2}+q_{2}^{2}-q_{3}^{2}&-2q_{0}q_{1}+2q_{2}q_{3}\\-2q_{0}q_{2}+2q_{1}q_{3}&2q_{0}q_{1}+2q_{2}q_{3}&q_{0}^{2}-q_{1}^{2}-q_{2}^{2}+q_{3}^{2}\end{bmatrix}}\\[.3em]=&{\begin{bmatrix}1-2(q_{2}^{2}+q_{3}^{2})\;\;\;\;&-2q_{0}q_{3}+2q_{1}q_{2}\;\;\;\,&2q_{0}q_{2}+2q_{1}q_{3}\;\;\quad \\2q_{0}q_{3}+2q_{1}q_{2}&1-2(q_{1}^{2}+q_{3}^{2})&-2q_{0}q_{1}+2q_{2}q_{3}\\-2q_{0}q_{2}+2q_{1}q_{3}&2q_{0}q_{1}+2q_{2}q_{3}&1-2(q_{1}^{2}+q_{2}^{2})\end{bmatrix}}\in \mathrm {SO} (3),\end{array}}}
diese Formel ist auch als Euler-Rodrigues-Formel bekannt.
Sie bildet eine reine Quaternion {\displaystyle \xi } auf {\displaystyle (0,D_{q}\;{\vec {\xi }})=q\;\xi \;q^{-1}} ab.
Ist umgekehrt die Drehmatrix
{\displaystyle D={\begin{bmatrix}d_{11}&d_{12}&d_{13}\\d_{21}&d_{22}&d_{23}\\d_{31}&d_{32}&d_{33}\end{bmatrix}}\in \mathrm {SO} (3)}
gegeben und ist die Spur
{\displaystyle T_{D}:=d_{00}+d_{11}+d_{22}+d_{33}>0} mit {\displaystyle d_{00}:=1} ,
dann bewerkstelligt die Quaternion
{\displaystyle q_{D}:=T_{D}+(d_{32}-d_{23})\mathrm {i} +(d_{13}-d_{31})\mathrm {j} +(d_{21}-d_{12})\mathrm {k} }
die Drehung {\displaystyle D\;{\vec {\xi }}}, denn es ist {\displaystyle q_{D}\;\xi \;q_{D}^{-1}=(0,D\;{\vec {\xi }})} für jede reine Quaternion {\displaystyle \xi } .
Wenn man die homogen formulierte Version von {\displaystyle D_{q}} als Eingabematrix nimmt, produziert die gezeigte Lösung mit {\displaystyle d_{00}:=\operatorname {Norm} (q)} die Quaternion {\displaystyle q_{D}=4q_{0}q}. Wegen {\displaystyle \operatorname {det} (D_{q})=\operatorname {Norm} (q)^{3}} kann die Homogenität in den {\displaystyle d_{ij}} durch die Setzung {\displaystyle d_{00}:={\sqrt[{3}]{\operatorname {det} (D)}}} aufrechterhalten werden.
Die {\displaystyle \mathrm {SO} (3)} hat wie die {\displaystyle \mathbb {S} ^{3}} über {\displaystyle \mathbb {R} } die Dimension 3. Die neun Komponenten von {\displaystyle D} können also nicht alle frei wählbar sein. Da einer jeden Matrix {\displaystyle D\in \mathrm {SO} (3)} eine Quaternion {\displaystyle q} entspricht, decken die Drehmatrizen {\displaystyle D_{q}} die ganze {\displaystyle \mathrm {SO} (3)} ab. Bei {\displaystyle D_{q}} ist {\displaystyle T_{D_{q}}=4q_{0}^{2}}. Falls also wirklich {\displaystyle D\in \mathrm {SO} (3)}, ist auch {\displaystyle {\frac {q_{D}}{2{\sqrt {T_{D}}}}}} die Einheitsquaternion zu {\displaystyle q_{D}}.

#### Bezug zu Eulerwinkeln
Für Eulerwinkel gibt es verschiedene Konventionen; die folgende Darlegung bezieht sich auf die Drehung, die man erhält, wenn man zuerst um die {\displaystyle z}-Achse um den Winkel {\displaystyle 2\Psi }, dann um die neue {\displaystyle x}-Achse um den Winkel {\displaystyle 2\Theta } und schließlich um die neue {\displaystyle z}-Achse um den Winkel {\displaystyle 2\Phi } dreht, d. i. die sog. „x-Konvention“ (z, x’, z’’) mit allen Winkeln doppelt. Die Einzeldrehungen entsprechen den Einheitsquaternionen
{\displaystyle \cos \Psi +\mathrm {k} \,\sin \Psi ,\quad \cos \Theta +\mathrm {i} \,\sin \Theta ,\quad \cos \Phi +\mathrm {k} \,\sin \Phi ,}
und da jeweils um die mitgedrehten Achsen gedreht wird, ist die Reihenfolge der Komposition umgekehrt. Die Gesamtdrehung entspricht also
{\displaystyle \left(\cos \Psi +\mathrm {k} \,\sin \Psi \right)\left(\cos \Theta +\mathrm {i} \,\sin \Theta \right)\left(\cos \Phi +\mathrm {k} \,\sin \Phi \right)}
{\displaystyle {}=\cos \Psi \cos \Theta \cos \Phi -\sin \Psi \cos \Theta \sin \Phi }
{\displaystyle {}+\mathrm {i} \left(\cos \Psi \sin \Theta \cos \Phi +\sin \Psi \sin \Theta \sin \Phi \right)}
{\displaystyle {}+\mathrm {j} \left(-\cos \Psi \sin \Theta \sin \Phi +\sin \Psi \sin \Theta \cos \Phi \right)}
{\displaystyle {}+\mathrm {k} \left(\sin \Psi \cos \Theta \cos \Phi +\cos \Psi \cos \Theta \sin \Phi \right).}
Für andere Konventionen ergeben sich ähnliche Formeln.
Die Eulerwinkel zu einer gegebenen Quaternion lassen sich an der zugehörigen Drehmatrix ablesen.

#### Universelle Überlagerung der Drehgruppe; Spingruppe
Wie im Abschnitt Einheitsquaternionen gezeigt, gibt es einen durch die Hamiltonschen Zahlen vermittelten Isomorphismus zwischen der Gruppe {\displaystyle \mathbb {S} ^{3}} der Einheitsquaternionen und der speziellen unitären Gruppe {\displaystyle \mathrm {SU} (2)}. Diese beiden Gruppen sind isomorph zur Spingruppe {\displaystyle \mathrm {Spin(3)} } (zur Physik: siehe Spin).
Die 2:1-Überlagerung liefert also einen Homomorphismus der Spingruppe {\displaystyle \mathrm {Spin(3)} } in die Drehgruppe {\displaystyle \mathrm {SO} (3)}. Diese Überlagerung ist zweiblättrig und universell, da {\displaystyle \mathrm {Spin(3)} \cong \mathrm {SU} (2)\cong \mathbb {S} ^{3}} im Gegensatz zur {\displaystyle \mathrm {SO} (3)} einfach zusammenhängend ist. Die natürliche Operation von {\displaystyle \mathrm {SU} (2)} auf {\displaystyle \mathbb {C} ^{2}} ist eine sog. Spinordarstellung.
Die aus der Quantenmechanik bekannten sog. Pauli-Matrizen {\displaystyle \sigma _{1},\sigma _{2},\sigma _{3}} stehen in einfacher Beziehung zu den drei Erzeugenden {\displaystyle \mathrm {i} ,\mathrm {j} ,\mathrm {k} } der {\displaystyle \mathrm {SU} (2)}. Das wird besonders deutlich in der Darstellung als komplexe Matrizen:
{\displaystyle \sigma _{1}={\begin{bmatrix}0&1\\1&0\end{bmatrix}}=-\mathrm {i} _{\mathbb {C} }\mathrm {k} ,\quad \sigma _{2}={\begin{bmatrix}0&-\mathrm {i} _{\mathbb {C} }\\\mathrm {i} _{\mathbb {C} }&0\end{bmatrix}}=-\mathrm {i} _{\mathbb {C} }\mathrm {j} ,\quad \sigma _{3}={\begin{bmatrix}1&0\\0&-1\end{bmatrix}}=-\mathrm {i} _{\mathbb {C} }\mathrm {i} } ,
dabei ist {\displaystyle \mathrm {i} _{\mathbb {C} }} die imaginäre Einheit der komplexen Zahlen.
Die Pauli-Matrizen haben −1 zur Determinante (sind also keine Quaternionen), sind spurfrei und hermitesch und kommen daher in der Quantenmechanik als messbare Größen in Frage, was sich für die Anwendungen (s. mathematische Struktur der Quantenmechanik) als wichtig erwiesen hat. Einzelheiten sind im Artikel SU(2) dargestellt.

### Orthogonale Abbildungen des vierdimensionalen Raumes
Analog zum dreidimensionalen Fall kann man jede orientierungserhaltende orthogonale Abbildung von {\displaystyle \mathbb {H} } in sich selbst in der Form
{\displaystyle \rho _{a,b}\colon x\mapsto ax{\bar {b}}}
für Einheitsquaternionen {\displaystyle a,b} beschreiben. Es gilt
{\displaystyle \rho _{a_{1},b_{1}}\circ \rho _{a_{2},b_{2}}=\rho _{a_{1}a_{2},b_{1}b_{2}}\quad {\text{und}}\quad \rho _{{\bar {a}},{\bar {b}}}=\rho _{a,b}^{-1}.}
Diese Konstruktion liefert eine Überlagerung
{\displaystyle \mathrm {SU} (2)\times \mathrm {SU} (2)\to \mathrm {SO} (4)}
mit Kern {\displaystyle \{(1,1),(-1,-1)\}}.

## Die endlichen Untergruppen
Der 2:1-Überlagerungshomomorphismus
{\displaystyle \rho \colon q\mapsto \rho _{q}},
der einer Einheitsquaternion {\displaystyle q\in \mathbb {S} ^{3}} die 3D-Drehung
{\displaystyle {\begin{array}{rccc}\rho _{q}\colon &\operatorname {Im} \,\mathbb {H} &\to &\operatorname {Im} \,\mathbb {H} \\&x&\mapsto &qx{\bar {q}}\end{array}}}
zuordnet, muss eine endliche Gruppe {\displaystyle Q} von Quaternionen in eine endliche Gruppe {\displaystyle \rho (Q):=\{\rho _{q}\mid q\in Q\}} überführen, die dann eine endliche Drehgruppe im {\displaystyle \mathbb {R} ^{3}} ist. Man findet zyklische Gruppen {\displaystyle \mathrm {C} _{n}} und Polyedergruppen, also die Diedergruppen {\displaystyle \mathrm {D} _{n}} (Zählweise der n-Ecke), die Tetraedergruppe {\displaystyle \mathrm {T} }, die Oktaedergruppe {\displaystyle \mathrm {O} } und die Ikosaedergruppe {\displaystyle \mathrm {I} }.
Die Erzeugenden der zyklischen Gruppen sind Einbettungen von Einheitswurzeln {\displaystyle \exp(2\pi \mathrm {i} _{\mathbb {C} }/n)}. Die Urbilder der {\displaystyle \mathrm {D} _{n}}, {\displaystyle \mathrm {T} }, {\displaystyle \mathrm {O} }, {\displaystyle \mathrm {I} } unter {\displaystyle \rho } werden mit {\displaystyle \mathrm {2D} _{n}}, {\displaystyle \mathrm {2T} }, {\displaystyle \mathrm {2O} }, {\displaystyle \mathrm {2I} } bezeichnet und heißen binäre Diedergruppe etc. Für eine Polyedergruppe {\displaystyle \mathrm {P} } ist also {\displaystyle \mathrm {2P} :=\{q\mid \rho _{q}\in \mathrm {P} \}}.
Die endlichen Gruppen von Quaternionen sind demnach:: 3.5 The Finite Groups of Quaternions, S. 33 {\displaystyle (2\leq n\in \mathbb {Z} )}
| Gruppe                            | erzeugt von                                          | Ordnung             | konvexe Hülle im {\displaystyle \mathbb {R} ^{2}} bzw. {\displaystyle \mathbb {R} ^{4}} |
| {\displaystyle \mathrm {C} _{n}}  | {\displaystyle \langle e_{n}\rangle }                | {\displaystyle n}   | reguläres n-Eck                                                                         |
| {\displaystyle \mathrm {2D} _{n}} | {\displaystyle \langle e_{2n},\mathrm {j} \rangle }  | {\displaystyle 4n}  | {\displaystyle \{2n\}\Box \{2n\}}, bei n=2 zugleich: reguläres 16-Zell                  |
| {\displaystyle \mathrm {2T} }     | {\displaystyle \langle \mathrm {i} ,\omega \rangle } | {\displaystyle 24}  | reguläres 24-Zell                                                                       |
| {\displaystyle \mathrm {2O} }     | {\displaystyle \langle q_{O},\omega \rangle }        | {\displaystyle 48}  | {\displaystyle {\text{f}}_{1,2}{\text{F}}_{4}} = Dihektaoktokontaoktochor (288-Zell)    |
| {\displaystyle \mathrm {2I} }     | {\displaystyle \langle q_{I},\omega \rangle }        | {\displaystyle 120} | reguläres 600-Zell                                                                      |

mit
{\displaystyle e_{n}:=\exp(2\pi \mathrm {i} /n)} ,   {\displaystyle \omega :={\frac {-1+\mathrm {i} +\mathrm {j} +\mathrm {k} }{2}}} ,   {\displaystyle q_{O}:={\frac {\mathrm {j} +\mathrm {k} }{\sqrt {2}}}} ,   {\displaystyle q_{I}:={\frac {2\mathrm {i} +({\sqrt {5}}+1)\mathrm {j} +({\sqrt {5}}-1)\mathrm {k} }{4}}} .
Die zyklischen Gruppen {\displaystyle \mathrm {C} _{n}} sind in naheliegender Weise Untergruppen von anderen Gruppen. Die Quaternionengruppe {\displaystyle \mathrm {Q} _{8}} = {\displaystyle \mathrm {2D} _{2}} ist eine Untergruppe der binären Tetraedergruppe {\displaystyle \mathrm {2T} }.
Die Automorphismengruppe von {\displaystyle \mathrm {Q} _{8}} ist isomorph zur Oktaedergruppe {\displaystyle \mathrm {O} =\mathrm {Sym} _{4}} (Symmetrische Gruppe). Ihre Elemente sind ebenfalls Automorphismen von {\displaystyle \mathrm {2T} }, {\displaystyle \mathrm {2O} }, {\displaystyle \mathrm {2I} } und {\displaystyle \mathbb {H} }.
Die konvexen Hüllen sind (bis auf die Fälle {\displaystyle \mathrm {C} _{n}}, bei denen man mit 2 Dimensionen auskommt) 4-Polytope und haben, da alle Gruppenelemente von der Länge 1 sind, die Einheits-3-Sphäre {\displaystyle \mathbb {S} ^{3}} als Um-3-Sphäre. Die Ränder dieser 4-Polytope, also die Zellen, sind Ansammlungen von Tetraedern – bis auf den Fall {\displaystyle \mathrm {2T} }, bei dem es Oktaeder sind. Bei den regulären unter den konvexen Hüllen ist es klar, dass die Zellen ebenfalls regulär und zueinander kongruent sind und es eine In-3-Sphäre gibt, die alle Zellen (an ihrem Mittelpunkt) berührt. Die übrigen, nämlich {\displaystyle \mathrm {2D} _{n}} und {\displaystyle \mathrm {2O} }, spannen sog. perfekte 4-Polytope auf. Hier sind die Zellen tetragonale Disphenoide, welche ebenfalls alle zueinander kongruent sind und an ihrem Mittelpunkt von der In-3-Sphäre berührt werden.

## Automorphismen
Ein jeder Ring-Automorphismus {\displaystyle \sigma } von {\displaystyle \mathbb {H} } ist ein innerer, d. h., es gibt eine Quaternion {\displaystyle q}, sodass {\displaystyle \sigma (x)=qxq^{-1}} für alle {\displaystyle x\in \mathbb {H} }. Daraus folgt:
- Das Zentrum {\displaystyle \mathbb {R} } bleibt fest, d. h. {\displaystyle \sigma (\lambda )=\lambda } für alle {\displaystyle \lambda \in \mathbb {R} }.
- Man kann sich auf die Einheitsquaternionen {\displaystyle q\in \mathbb {S} ^{3}} beschränken.
- Ein Automorphismus ändert nicht das Skalarprodukt, d. h. {\displaystyle \sigma (x)\cdot \sigma (y)=x\cdot y}.
- Die Automorphismen sind genau die winkel- und längentreuen Drehungen von {\displaystyle \operatorname {Im} \,\mathbb {H} } aus dem Abschnitt Drehungen im dreidimensionalen Raum.
- Wegen der Längentreue sind die Automorphismen stetig, somit zusätzlich topologisch.
- {\displaystyle \mathbb {S} ^{3}} hat das Zentrum {\displaystyle \{\pm 1\}}. Folglich ist die Automorphismengruppe {\displaystyle \operatorname {Aut} (\mathbb {H} )\cong \mathbb {S} ^{3}/\{\pm 1\}}.

Die Konjugation als Spiegelung an der reellen Achse ist antihomomorph in der Multiplikation, d. h. {\displaystyle {\overline {xy}}={\bar {y}}{\bar {x}}}, und wird als involutiver Antiautomorphismus bezeichnet, weil sie zudem eine Involution ist.

## Andere Konstruktionen

### Matrixdarstellungen

#### Komplexe Matrizen
Im Ring {\displaystyle \mathbb {C} ^{2\times 2}} der komplexen 2×2-Matrizen bildet man den von den Elementen
{\displaystyle 1_{H}:={\begin{bmatrix}1&0\\0&1\end{bmatrix}},\quad \mathrm {i} _{H}:={\begin{bmatrix}\mathrm {i} _{\mathbb {C} }&0\\0&-\mathrm {i} _{\mathbb {C} }\end{bmatrix}},\quad \mathrm {j} _{H}:={\begin{bmatrix}0&1\\-1&0\end{bmatrix}},\quad \mathrm {k} _{H}:={\begin{bmatrix}0&\mathrm {i} _{\mathbb {C} }\\\mathrm {i} _{\mathbb {C} }&0\end{bmatrix}}}
erzeugten Unterring {\displaystyle H}, wobei die imaginäre Einheit der komplexen Zahlen als {\displaystyle \mathrm {i} _{\mathbb {C} }} kenntlich gemacht ist.
Eine Matrix
{\displaystyle x_{0}\,1_{H}+x_{1}\,\mathrm {i} _{H}+x_{2}\,\mathrm {j} _{H}+x_{3}\,\mathrm {k} _{H}={\begin{bmatrix}x_{0}+x_{1}\,\mathrm {i} _{\mathbb {C} }\quad &x_{2}+x_{3}\,\mathrm {i} _{\mathbb {C} }\\-x_{2}+x_{3}\,\mathrm {i} _{\mathbb {C} }\quad &x_{0}-x_{1}\,\mathrm {i} _{\mathbb {C} }\end{bmatrix}}\;=\;{\begin{bmatrix}w&z\\-{\overline {z}}&{\overline {w}}\end{bmatrix}}}
mit reellen {\displaystyle x_{0},x_{1},x_{2},x_{3}} und komplexen {\displaystyle w:=x_{0}+x_{1}\mathrm {i} _{\mathbb {C} },z:=x_{2}+x_{3}\mathrm {i} _{\mathbb {C} }} hat die Determinante {\displaystyle x_{0}^{2}+x_{1}^{2}+x_{2}^{2}+x_{3}^{2}=|w|^{2}+|z|^{2}}, die nur dann 0 ist, wenn {\displaystyle (w,z)=(0,0)}. Somit sind alle von der Nullmatrix verschiedenen Matrizen invertierbar – und der Ring {\displaystyle H} ist ein Schiefkörper.
Der so konstruierte Schiefkörper erweist sich als isomorph zu den Quaternionen. Denn die Abbildung {\displaystyle \mathbb {H} \to H} mit den Zuordnungen
{\displaystyle 1\mapsto 1_{H},\quad \mathrm {i} \mapsto \mathrm {i} _{H},\quad \mathrm {j} \mapsto \mathrm {j} _{H},\quad \mathrm {k} \mapsto \mathrm {k} _{H}}
ist homomorph in den Verknüpfungen Addition und Multiplikation, wobei letztere der Matrizenmultiplikation zuzuordnen ist. Die konjugierte Quaternion geht auf die adjungierte Matrix und die Norm auf die Determinante. Darüber hinaus ist die Abbildung injektiv und stetig, also topologisch.
Es gibt verschiedene Möglichkeiten für die Einbettung {\displaystyle \mathbb {H} \to H}, die alle zueinander konjugiert und homöomorph sind.

#### Reelle Matrizen
Ganz analog kann man die Quaternion {\displaystyle x_{0}+x_{1}\mathrm {i} +x_{2}\mathrm {j} +x_{3}\mathrm {k} } auch als reelle 4×4-Matrix
{\displaystyle {\begin{bmatrix}{\begin{array}{rrrr}x_{0}&x_{1}&x_{2}&x_{3}\\-x_{1}&x_{0}&-x_{3}&x_{2}\\-x_{2}&x_{3}&x_{0}&-x_{1}\\-x_{3}&-x_{2}&x_{1}&x_{0}\end{array}}\end{bmatrix}}}
{\displaystyle =x_{0}\left[{\begin{smallmatrix}{\begin{array}{rrrr}1&0&0&0\\0&1&0&0\\0&0&1&0\\0&0&0&1\end{array}}\end{smallmatrix}}\right]+x_{1}\left[{\begin{smallmatrix}{\begin{array}{rrrr}0&1&0&0\\-1&0&0&0\\0&0&0&-1\\0&0&1&0\end{array}}\end{smallmatrix}}\right]+x_{2}\left[{\begin{smallmatrix}{\begin{array}{rrrr}0&0&1&0\\0&0&0&1\\-1&0&0&0\\0&-1&0&0\end{array}}\end{smallmatrix}}\right]+x_{3}\left[{\begin{smallmatrix}{\begin{array}{rrrr}0&0&0&1\\0&0&-1&0\\0&1&0&0\\-1&0&0&0\end{array}}\end{smallmatrix}}\right]}
schreiben. Die Konjugation der Quaternion entspricht der Transposition der Matrix und der Betrag der vierten Wurzel aus der Determinante.
Das Modell der reellen Matrizen ist bspw. dann vorteilhaft, wenn man eine Software für lineare Algebra mit Schwächen bei den komplexen Zahlen hat.

### Quotientenalgebra
Eine elegante, aber zugleich abstrakte Konstruktion stellt der Weg über den Quotienten des nichtkommutativen Polynomrings in drei Unbestimmten dar, deren Bilder {\displaystyle \mathrm {i} ,\mathrm {j} ,\mathrm {k} } sind, modulo dem Ideal, das von den Hamilton-Regeln erzeugt wird. Alternativ kommt man auch mit nur zwei Unbestimmten aus.
Auf diese Weise ergibt sich die Quaternionen-Algebra als Clifford-Algebra der zweidimensionalen, euklidischen Ebene mit Erzeugern {\displaystyle \mathrm {i} \mapsto e_{1},\,\mathrm {j} \mapsto e_{2},\,\mathrm {k} =\mathrm {ij} \mapsto e_{1}e_{2}}. Im Zusammenhang mit dreidimensionalen Drehungen ist auch die Interpretation als der gerade Anteil der Clifford-Algebra des dreidimensionalen, euklidischen Raumes wichtig. Die Erzeuger werden dann mit {\displaystyle \mathrm {i} \mapsto e_{2}e_{3},\,\mathrm {j} \mapsto e_{3}e_{1},\,\mathrm {k} \mapsto e_{1}e_{2}} identifiziert.

## Die Quaternionen als Algebra
Es gibt bis auf Isomorphie genau vier endlichdimensionale {\displaystyle \mathbb {R} }-Algebren, deren Multiplikation ohne Nullteiler ist, nämlich den Körper {\displaystyle \mathbb {R} } der reellen Zahlen selbst, den Körper {\displaystyle \mathbb {C} } der komplexen Zahlen, den Schiefkörper {\displaystyle \mathbb {H} } der Quaternionen und den Alternativkörper {\displaystyle \mathbb {O} } der Cayleyschen Oktaven.
Das Zentrum von {\displaystyle \mathbb {H} } ist {\displaystyle \mathbb {R} }; die Quaternionen sind also eine zentraleinfache Algebra über {\displaystyle \mathbb {R} }. Reduzierte Norm und Spur sind durch
{\displaystyle \mathrm {Nrd} (x)=|x|^{2}=x{\bar {x}}={\bar {x}}x=\langle x,x\rangle }      bzw.      {\displaystyle \mathrm {Trd} (x)=2\cdot \operatorname {Re} \,x}
gegeben.
Beim Basiswechsel von {\displaystyle \mathbb {R} } zum algebraischen Abschluss {\displaystyle \mathbb {C} } werden die Quaternionen zu einer Matrizenalgebra:
{\displaystyle \mathbb {H} \otimes _{\mathbb {R} }\mathbb {C} \cong M_{2}(\mathbb {C} ).}
Die komplexe Konjugation auf dem Faktor {\displaystyle \mathbb {C} } des Tensorproduktes entspricht einer Involution {\displaystyle v} der Matrizenalgebra. Die Invarianten von {\displaystyle v}, d. s. die von {\displaystyle v} fix gelassenen Elemente {\displaystyle x} mit {\displaystyle v(x)=x}, bilden eine zu {\displaystyle \mathbb {H} } isomorphe Algebra. Zur oben angegebenen Matrixdarstellung der Quaternionen als komplexe Matrizen passt die Involution
{\displaystyle v(x):=\epsilon {\bar {x}}\epsilon ^{-1}}   mit   {\displaystyle \epsilon :={\begin{bmatrix}0&1\\-1&0\end{bmatrix}}} .
Die Tatsache, dass die Brauergruppe von {\displaystyle \mathbb {R} } nur aus zwei Elementen besteht, spiegelt sich auch darin wider, dass
{\displaystyle \mathbb {H} \otimes _{\mathbb {R} }\mathbb {H} \cong M_{4}(\mathbb {R} )}
ist.
Allgemein bezeichnet man jede vierdimensionale zentraleinfache Algebra über einem Körper als eine Quaternionenalgebra.
Die Quaternionen sind die Clifford-Algebra zum Raum {\displaystyle \mathbb {R} ^{2}} mit einer negativ-definiten symmetrischen Bilinearform.

## Andere Grundkörper

### Quaternionen über den rationalen Zahlen
Bei allen obigen Arten der Konstruktion spielt die Vollständigkeit des Koeffizientenvorrats keine Rolle. Deshalb kann man (anstatt von den reellen Zahlen {\displaystyle \mathbb {R} \,} über {\displaystyle \mathbb {C} =\mathbb {R} (\mathrm {i} )\,} zu {\displaystyle \mathbb {H} \,}) auch von anderen Grundkörpern, z. B. den rationalen Zahlen {\displaystyle \mathbb {Q} \,}, ausgehen, um via gaußscher Zahlen {\displaystyle \mathbb {Q} (\mathrm {i} )\,} bei den Quaternionen mit rationalen Koeffizienten
{\displaystyle G:=\{x_{0}+x_{1}\mathrm {i} +x_{2}\mathrm {j} +x_{3}\mathrm {k} \;\mid \;x_{0},x_{1},x_{2},x_{3}\in \mathbb {Q} \}\,}
anzukommen mit formal denselben Rechenregeln. Danach kann, falls überhaupt erforderlich, die Vervollständigung für die Betragsmetrik durchgeführt werden mit einem Endergebnis isomorph zu {\displaystyle \mathbb {H} }.
Insofern können bei vielen Aussagen {\displaystyle \mathbb {R} } durch {\displaystyle \mathbb {Q} }, {\displaystyle \mathbb {C} } durch {\displaystyle \mathbb {Q} (\mathrm {i} )} und {\displaystyle \mathbb {H} } durch {\displaystyle G} ersetzt werden.
Da es nach dem Satz von Wedderburn keinen endlichen Schiefkörper mit nicht-kommutativer Multiplikation gibt und die Dimension des Vektorraums {\displaystyle G} über seinem Primkörper und Zentrum {\displaystyle \mathbb {Q} } mit {\displaystyle 2^{2}=4} minimal ist, gehört {\displaystyle G} als abzählbare Menge zu den „kleinsten“ Schiefkörpern mit nicht-kommutativer Multiplikation – auf jeden Fall enthält {\displaystyle G} keinen kleineren.
Der Schiefkörper {\displaystyle G} besitzt einen sogenannten Ganzheitsring, d. h. eine Untermenge von Zahlen, genannt Hurwitzquaternionen, die einen Ring bilden und {\displaystyle G} zum Quotientenkörper haben, ganz ähnlich, wie es sich bei den ganzen Zahlen {\displaystyle \mathbb {Z} } und ihrem Quotientenkörper {\displaystyle \mathbb {Q} } verhält. In einem solchen Ring lassen sich bspw. Approximationsfragen, Teilbarkeitsfragen u. Ä. untersuchen.

### Weitere Grundkörper
Auch Körper {\displaystyle K\ncong \mathbb {Q} \,} eignen sich als Ausgangspunkt zur Bildung nicht-kommutativer Erweiterungskörper nach Art der Quaternionen. Wichtig ist, dass in {\displaystyle K\,} die Summe aus vier Quadraten {\displaystyle x_{0}^{2}+x_{1}^{2}+x_{2}^{2}+x_{3}^{2}\,} nur für {\displaystyle x_{0}=x_{1}=x_{2}=x_{3}=0\,} verschwindet. Dann gibt es auch kein {\displaystyle \mathrm {i} \in K\,} mit {\displaystyle \mathrm {i} ^{2}+1=0\,} und {\displaystyle K(\mathrm {i} )\,} ist eine echte quadratische Erweiterung, die eine Konjugation definiert. Diese Bedingungen sind z. B. bei allen formal reellen Körpern erfüllt.
Aber auch bei Körpern, die nicht angeordnet werden können, kann die obige Bedingung betreffend die Summe aus vier Quadraten erfüllt sein, bspw. im Körper {\displaystyle \mathbb {Q} _{2}} der 2-adischen Zahlen. Der so über {\displaystyle \mathbb {Q} _{2}} gebildete Quaternionenkörper ist isomorph zur Vervollständigung des (oben beschriebenen) Körpers {\displaystyle G} der Quaternionen mit rationalen Koeffizienten für die folgende (nichtarchimedische diskrete) Bewertung {\displaystyle v} , dem 2-Exponenten der Norm,
{\displaystyle {\begin{array}{rccccc}v\colon &G^{*}&\xrightarrow {\operatorname {Norm} } &\mathbb {Q} ^{*}&\xrightarrow {v_{2}} &\mathbb {Z} \\&x&\mapsto &x{\bar {x}}&\mapsto &v_{2}(x{\bar {x}})\end{array}}}
mit {\displaystyle \operatorname {Norm} (x)=x{\bar {x}}=2^{n}m,n\in \mathbb {Z} ,m\in \mathbb {Q} ^{*},2\nmid m,2\nmid m^{-1}} .
Die Primzahl {\displaystyle p=2} ist die einzige, für die die Quaternionen-Algebra über {\displaystyle \mathbb {Q} _{p}} nullteilerfrei und ein Schiefkörper ist.

## Anwendungen

### Eulerscher Vier-Quadrate-Satz
Die Identität, die aus dem Produkt zweier Summen von vier Quadraten
{\displaystyle (x_{0}^{2}+x_{1}^{2}+x_{2}^{2}+x_{3}^{2})(y_{0}^{2}+y_{1}^{2}+y_{2}^{2}+y_{3}^{2})}
|  | {\displaystyle =(x_{0}y_{0}-x_{1}y_{1}-x_{2}y_{2}-x_{3}y_{3})^{2}}   |
|  | {\displaystyle +\;(x_{0}y_{1}+x_{1}y_{0}+x_{2}y_{3}-x_{3}y_{2})^{2}} |
|  | {\displaystyle +\;(x_{0}y_{2}-x_{1}y_{3}+x_{2}y_{0}+x_{3}y_{1})^{2}} |
|  | {\displaystyle +\;(x_{0}y_{3}+x_{1}y_{2}-x_{2}y_{1}+x_{3}y_{0})^{2}} |

wieder eine Summe von vier Quadraten macht, gilt universell – einschließlich aller Varianten, die durch Vorzeichenspiel und Permutation entstehen – in jedem Polynomring {\displaystyle R[x_{0},x_{1},x_{2},x_{3},y_{0},y_{1},y_{2},y_{3}]} über einem kommutativen unitären Ring {\displaystyle R} und kann im Nachhinein als „Abfallprodukt“ der Multiplikativität des quaternionischen Betrags angesehen werden. Ihre Entdeckung 1748, also lange vor der Quaternionenzeit, geht jedoch auf Leonhard Euler zurück, der mit ihrer Hilfe den 1770 erstmals erbrachten Beweis von Joseph-Louis Lagrange für den lange vermuteten Vier-Quadrate-Satz wesentlich vereinfachen konnte. (Anmerkung: Die algebraisch beweisbaren bilinearen 2-, 4- und 8-Quadrate-Identitäten sind die Grundlagen der Kompositionsalgebren, nämlich der komplexen Zahlen, der Quaternionen, und der Oktonionen. Diese letzteren sind sozusagen die „Quadratwurzeln“ aus den ersteren. Alles, was somit korrekt mit Quaternionen berechnet wird, steht bocksteif auf elementaren algebraischen Identitäten. Wie Adolf Hurwitz 1898 bewies, gibt es außer den erwähnten 2-, 4- und 8-Quadrate-Identitäten keine weiteren bilinearen n-Quadrate-Identitäten mehr.)

### Informatik und Ingenieurwissenschaften
Die Darstellung von Drehungen mithilfe von Quaternionen wird im Bereich der interaktiven Computergrafik genutzt, insbesondere bei Computerspielen, sowie bei der Steuerung von Satelliten. Bei Verwendung von Quaternionen an Stelle von Drehmatrizen werden etwas weniger Rechenoperationen benötigt. Insbesondere wenn viele Drehungen miteinander kombiniert (multipliziert) werden, steigt die Verarbeitungsgeschwindigkeit.
Des Weiteren werden Quaternionen, neben den Eulerwinkeln, zur Programmierung von Industrierobotern (z. B. ABB) genutzt.

## Geschichte

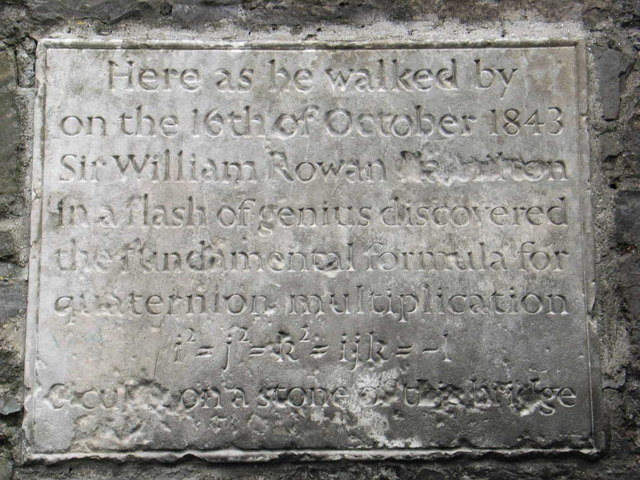
Gedenktafel an der Broom Bridge in Dublin, wo William Rowan Hamilton die Multiplikationsregeln im Oktober 1843 spontan in den Stein ritzte.

William Rowan Hamilton hatte 1835 die Konstruktion der komplexen Zahlen als Zahlenpaare angegeben. Dadurch motiviert, suchte er lange nach einer entsprechenden Struktur auf dem Raum {\displaystyle \mathbb {R} ^{3}} der Zahlentripel; heute weiß man, dass keine derartige Struktur existiert. 1843 schließlich gelangte er zu der Erkenntnis, dass es möglich ist, eine Multiplikation auf der Menge der 4-Tupel zu konstruieren, wenn man dazu bereit ist, die Kommutativität aufzugeben. In einem Brief an seinen Sohn gibt er als Datum den 16. Oktober 1843 an und berichtet, er habe sich spontan dazu hinreißen lassen, die Multiplikationsregeln in einen Stein an der Brougham Bridge (heute Broombridge Road) in Dublin zu ritzen; später wurde dort eine Gedenktafel angebracht.
Die Rechenregeln für Quaternionen waren in Ansätzen schon früher bekannt, so findet sich die Formel für den Vier-Quadrate-Satz bereits bei Leonhard Euler (1748). Andere, auch allgemeinere Multiplikationsregeln wurden von Hermann Graßmann untersucht (1855).
Schon kurz nach der Entdeckung der Quaternionen fand Hamilton die Darstellung von Drehungen des Raumes mithilfe von Quaternionen und damit eine erste Bestätigung der Bedeutung der neuen Struktur; Arthur Cayley entdeckte 1855 die entsprechenden Aussagen über orthogonale Abbildungen des vierdimensionalen Raumes. Die bloße Parametrisierung der {\displaystyle 3\times 3}-Drehmatrizen war hingegen schon Euler bekannt. Cayley gab 1858 in der Arbeit, in der er Matrizen einführte, auch die Möglichkeit der Darstellung von Quaternionen durch komplexe {\displaystyle 2\times 2}-Matrizen an.
Hamilton widmete sich fortan ausschließlich dem Studium der Quaternionen; sie wurden in Dublin ein eigenes Examensfach. In seiner Nachfolge wurde 1895 sogar ein „Weltbund zur Förderung der Quaternionen“ gegründet. Der deutsche Mathematiker Felix Klein schreibt rückblickend über diese anfängliche Euphorie:

„Wie ich schon andeutete, schloß sich Hamilton eine Schule an, die ihren Meister an Starrheit und Intoleranz noch überbot. […] Die Quaternionen sind gut und brauchbar an ihrem Platze; sie reichen aber in ihrer Bedeutung an die gewöhnlichen komplexen Zahlen nicht heran. […] Die Leichtigkeit und Eleganz, mit der sich hier die weittragendsten Theoreme ergeben, ist in der Tat überraschend, und es läßt sich wohl von hier aus die alles andere ablehnende Begeisterung der Quaternionisten für ihr System begreifen, die […] nun bald über vernünftige Grenzen hinauswuchs, in einer weder der Mathematik als Ganzem noch der Quaternionentheorie selbst förderlichen Weise. […] Die Verfolgung des angegebenen Weges – der neu sein will, obwohl er tatsächlich nur eine peinlich genaue Übertragung längst bekannter Gedanken auf ein einziges neues Objekt, also durchaus keine geniale Konzeption bedeutet – führt zu allerhand Erweiterungen der bekannten Sätze, die in ihrer Allgemeinheit das Hauptcharakteristikum verlieren und gegenstandslos werden, allenfalls zu Besonderheiten, die ein gewisses Vergnügen gewähren mögen.“

## Verwandte Themen
Ähnliche Konstruktionen wie die Quaternionen werden manchmal unter dem Begriff „hyperkomplexe Zahlen“ zusammengefasst. Beispielsweise sind die Cayley-Zahlen oder Oktaven ein achtdimensionales Analogon zu den Quaternionen; ihre Multiplikation ist allerdings weder kommutativ noch assoziativ.